# Seznam poslanců Českého zemského sněmu (1878–1883)
Toto je seznam poslanců Českého zemského sněmu ve volebním období 1878–1883. Zahrnuje všechny členy Českého zemského sněmu ve funkčním období od zemských voleb roku 1878 až do zemských voleb roku 1883.
| Jméno                            | Kurie               | Volební obvod                                            | Strana                       | Poznámka |
| -------------------------------- | ------------------- | -------------------------------------------------------- | ---------------------------- | --- |
| Adam Johann Herrmann             | městská             | Hajda, Šenov, Plottendorf, Parchen                       | ústavní str.                 | Rezignoval roku 1880. Roku 1880 místo něj nastoupil Franz Schlegel.                                                                  |
| Adámek Karel                     | venk. obcí          | Kolín, Kouřim, Uhlířské Janovice                         |                              | Nastoupil r. 1881 místo J. Rumla. |
| Aehrenthal Johann                | velkostatkářská     | nesvěřenecké velkostatky                                 | ústavověr. velkostatkář      | [ 7 ] |
| Alter Rudolf                     | venk. obcí          | Dubá, Štětí                                              |                              | [ 8 ] |
| Alter Wilhelm                    | venk. obcí          | Dvůr Králové, Jaroměř                                    | ústavní str.                 | V roce 1881 ho nahradil Václav Pražák.                                                                                               |
| Aschenbrenner Adolf              | městská             | Šluknov, Ehrenberg, Haňšpach                             | ústavní str.                 | [ 11 ] |
| Aßmann Karl                      | venk. obcí          | Česká Lípa, Mimoň, Hajda, Cvikov                         |                              | [ 8 ] |
| Auersperg Adolf                  | velkostatkářská     | nesvěřenecké velkostatky                                 | ústavověr. velkostatkář      | [ 7 ] |
| Auersperg Karel Vilém            | velkostatkářská     | nesvěřenecké velkostatky                                 | ústavověr. velkostatkář      | [ 7 ] |
| Baernreither Josef Maria         | velkostatkářská     | nesvěřenecké velkostatky                                 | ústavověr. velkostatkář      | [ 7 ] |
| Bach Václav                      | městská             | Kutná Hora                                               | staročech                    | Nastoupil roku 1880 místo Josefa Říhy.                                                                                               |
| Bachofen von Echt Clemens        | velkostatkářská     | nesvěřenecké velkostatky                                 | ústavověr. velkostatkář      | [ 7 ] |
| Banhans Anton                    | městská             | Most, Bílina, Horní Litvínov                             | ústavní str.                 | [ 12 ] |
| Bareuther Ernst                  | městská             | Aš, Rossbach                                             | ústavní str.                 | [ 12 ] |
| Bauriedl Christof                | venk. obcí          | Horšovský Týn, Hostouň, Ronšperk                         |                              | [ 8 ] |
| Bayer Kajetan                    | obch. a živn. komor | Plzeň                                                    | ústavní str.                 | [ 11 ] |
| Bernardin Karl                   | obch. a živn. komor | Cheb                                                     |                              | Nastoupil roku 1880. |
| Bibus Peter                      | venk. obcí          | Trutnov, Hostinné, Maršov, Žacléř                        |                              | [ 2 ] |
| Bitterlich Josef                 | městská             | Georgswalde, Königswalde                                 | ústavní str.                 | [ 2 ] |
| Blumencron Geza                  | velkostatkářská     | svěřenecké velkostatky                                   | ústavověr. velkostatkář      | [ 12 ] |
| Boos-Waldeck Viktor              | velkostatkářská     | svěřenecké velkostatky                                   |                              | Nastoupil roku 1881. |
| Böhm Václav                      | venk. obcí          | Písek, Vodňany                                           |                              | Nastoupil roku 1880 místo V. Kotalíka.                                                                                               |
| Böns Franz                       | venk. obcí          | Ústí n. Labem, Chabařovice                               | porazil kand. ústavní strany | Rezignoval roku 1880. Pak roku 1880 znovuzvolen.                                                                                     |
| Brauner František August         | venk. obcí          | Přeštice, Nepomuk                                        | staročech                    | Po smrti ho roku 1881 nahradil Karel Duchek.                                                                                         |
| Brechler Josef                   | velkostatkářská     | nesvěřenecké velkostatky                                 | ústavověr. velkostatkář      | Rezignoval roku 1880. |
| Brzorád Josef                    | venk. obcí          | Jílové, Říčany                                           | staročech                    | [ 11 ] |
| Czyhlarz Karl                    | městská             | Jablonec, Hodkovice, Smržovka, Český Dub                 | ústavní str.                 | [ 15 ] |
| Čelakovský Jaromír               | venk. obcí          | Kutná Hora, Čáslav                                       | mladočech                    | [ 2 ] |
| Černý Jan                        | městská             | Mnichovo Hradiště, Turnov, Bělá                          | staročech                    | [ 12 ] |
| Čížek Karel                      | městská             | Jílové, Vyšehrad, Benešov, Č. Kostelec                   |                              | Nastoupil v roce 1881 místo J. Marholda.                                                                                             |
| Daubek Eduard ml.                | velkostatkářská     | nesvěřenecké velkostatky                                 | ústavověr. velkostatkář      | [ 7 ] |
| Dimmer Karel                     | městská             | Smíchov                                                  | staročech                    | [ 12 ] |
| Duchek Karel                     | venk. obcí          | Přeštice, Nepomuk                                        |                              | Nastoupil roku 1881 místo F. A. Braunera.                                                                                            |
| Dušek Václav                     | venk. obcí          | Hořice, Nová Paka                                        | nez. kandidát (mladočech)    | [ 8 ] |
| Eckert Nikodem                   | venk. obcí          | Domažlice, Nová Kdyně                                    | ústavní str.                 | Rezignoval r. 1879. Roku 1880 ho nahradil Antonín Steidl.                                                                            |
| Ehrlich v. Treuenstätt Ludwig    | městská             | Liberec                                                  | ústavní str.                 | [ 15 ] |
| Faber Karel                      | venk. obcí          | Milevsko, Sedlec, Bechyně                                | staročech                    | [ 2 ] |
| Fáček František                  | venk. obcí          | Chotěboř, Habry                                          | staročech                    | [ 8 ] |
| Fiala František                  | venk. obcí          | Žamberk, Ústí                                            | staročech                    | [ 2 ] |
| Forchheimer Otto                 | obch. a živn. komor | Praha                                                    | ústavní str.                 | [ 12 ] |
| Forster Emanuel                  | velkostatkářská     | nesvěřenecké velkostatky                                 | ústavověr. velkostatkář      | [ 7 ] |
| Frank Heinrich                   | obch. a živn. komor | Budějovice                                               | ústavní str.                 | [ 12 ] |
| Friedrich Anton                  | venk. obcí          | Rumburk, Varnsdorf                                       |                              | Nastoupil roku 1881 místo J. Heinricha.                                                                                              |
| Frind Antonín Ludvík             | virilisté           | biskup litoměřický                                       |                              | Do funkce biskupa uveden 25. dubna 1879.                                                                                             |
| Funke Alois                      | městská             | Litoměřice, Lovosice                                     |                              | Nastoupil roku 1880 místo W. Golitscheka.                                                                                            |
| Fürstl v. Teichek Rudolf         | velkostatkářská     | nesvěřenecké velkostatky                                 | ústavověr. velkostatkář      | [ 7 ] |
| Fürth Josef                      | obch. a živn. komor | Plzeň                                                    | ústavní str.                 | [ 11 ] |
| Gabler Vilém                     | městská             | Vysoké Mýto, Skuteč, Hlinsko                             | staročech                    | [ 15 ] |
| Gahler Josef                     | venk. obcí          | Liberec, Jablonec, Tanvald                               | porazil kand. ústavní strany | Rezignoval na mandát po volbách (zvolen totiž i za obch. a živn. komory). Na 28. 10. 1878 vypsána doplňovací volba.                  |
| Gahler Josef                     | obch. a živn. komor | Liberec                                                  | ústavní str.                 | [ 12 ] |
| Gärtner Josef                    | venk. obcí          | Votice, Sedlčany                                         | staročech                    | [ 8 ] |
| Geymüller Rudolf                 | velkostatkářská     | nesvěřenecké velkostatky                                 | ústavověr. velkostatkář      | [ 7 ] |
| Gintl Wilhelm Friedrich          | městská             | Chomutov, Vejprty, Přísečnice                            | ústavní str.                 | [ 12 ] |
| Gintl Otto                       | městská             | Hořovice, Beroun, Rokycany, Radnice                      | staročech                    | Rezignoval roku 1880. Roku 1880 ho nahradil Jan Městecký.                                                                            |
| Goldberg Karl                    | městská             | Varnsdorf                                                | ústavní str.                 | [ 11 ] |
| Golitschek Wilhelm               | městská             | Litoměřice, Lovosice                                     | ústavní str.                 | Rezignoval roku 1880. Roku 1880 ho nahradil Alois Funke.                                                                             |
| Görner Anton                     | městská             | Cvikov, Mimoň                                            | ústavní str.                 | [ 15 ] |
| Götzl Josef                      | městská             | Karlín                                                   | staročech                    | [ 15 ] |
| Graf Lubert                      | městská             | Cheb                                                     | ústavní str.                 | [ 12 ] |
| Grégr Eduard                     | venk. obcí          | Vysoké Mýto, Skuteč, Hlinsko                             | mladočech                    | [ 20 ] |
| Grégr Julius                     | městská             | Slaný, Louny, Rakovník, Velvary                          | mladočech                    | Roku 1881 ho nahradil Jan Krejčí. |
| Grünwald Vendelín                | městská             | Třeboň, Lišov, Týn n. Vltavou                            | staročech                    | V roce 1881 znovuzvolen. |
| Hafenrichter Laurenz             | velkostatkářská     | nesvěřenecké velkostatky                                 |                              | Nastoupil roku 1880. |
| Hais Josef Jan                   | virilisté           | biskup královéhradecký                                   |                              | |
| Halbmayr Josef Dionys            | obch. a živn. komor | Cheb                                                     | ústavní str.                 | [ 12 ] |
| Halla Karel                      | městská             | Hradec Králové, Jaroměř, Josefov                         | staročech                    | Roku 1881 ho nahradil Jan Kvíčala.                                                                                                   |
| Hallwich Hermann                 | městská             | Vrchlabí, Lanov, Hostinné                                |                              | [ 21 ] |
| Harrach Jan                      | venk. obcí          | Vrchlabí, Rokytnice, Vysoká, Jilemnice                   | staročech                    | [ 8 ] |
| Hartl František                  | venk. obcí          | Turnov, Český Dub                                        | staročech                    | [ 8 ] |
| Hartmann Eduard                  | městská             | Liberec                                                  | ústavní str.                 | Rezignoval roku 1880. Roku 1880 ho nahradil Heinrich Wilhelm Jakowitz.                                                               |
| Havelec František                | městská             | Kolín, Kouřim, Poděbrady, Sadská                         | staročech                    | [ 15 ] |
| Hessler Lambert                  | městská             | Písek                                                    | staročech                    | Rezignoval roku 1880. Roku 1880 místo něj nastoupil Jan Suda.                                                                        |
| Heinrich Josef                   | venk. obcí          | Rumburk, Varnsdorf                                       |                              | Nastoupil roku 1880 místo A. Christofa. Roku 1881 ho nahradil A. Friedrich.                                                          |
| Henneberg-Spiegel Gottlieb       | velkostatkářská     | nesvěřenecké velkostatky                                 | ústavověr. velkostatkář      | Rezignoval roku 1880. |
| Herbst Eduard                    | venk. obcí          | Šluknov, Haňšpach                                        |                              | [ 11 ] |
| Herget Max                       | městská             | Praha-Malá Strana                                        | ústavní str.                 | [ 23 ] |
| Herkner Eduard                   | obch. a živn. komor | Liberec                                                  | ústavní str.                 | [ 12 ] |
| Hevera Čeněk                     | venk. obcí          | Hradec Králové, Nechanice                                | staročech                    | [ 2 ] |
| Hofmeyer Julius                  | velkostatkářská     | nesvěřenecké velkostatky                                 | ústavověr. velkostatkář      | [ 7 ] |
| Hruška Jakub                     | městská             | Německý Brod, Polná, Humpolec                            | mladočech                    | [ 12 ] |
| Hruška Roman                     | venk. obcí          | Klatovy, Plánice                                         | staročech                    | [ 20 ] |
| Christof Anton                   | venk. obcí          | Rumburk, Varnsdorf                                       | porazil kand. ústavní strany | Rezignoval roku 1880.Roku 1880 ho nahradil Josef Heinrich.                                                                           |
| Jahnel Anton                     | městská             | Liberec                                                  | ústavní str.                 | [ 15 ] |
| Jakowitz Heinrich Wilhelm        | městská             | Liberec                                                  |                              | Nastoupil roku 1880 místo E. Hartmanna.                                                                                              |
| Jaksch Anton                     | velkostatkářská     | nesvěřenecké velkostatky                                 | ústavověr. velkostatkář      | [ 7 ] |
| Janda Václav                     | venk. obcí          | Slaný, Velvary, Libochovice                              | mladočech                    | Roku 1881 místo něj nastoupil Vilém Teklý.                                                                                           |
| Janota Eduard                    | venk. obcí          | Falknov, Kynžvart                                        |                              | [ 8 ] |
| Jansa Alois                      | městská             | Jičín, Nový Bydžov                                       |                              | Nastoupil roku 1881 místo H. Kudrnáče.                                                                                               |
| Jaresch Johann                   | velkostatkářská     | nesvěřenecké velkostatky                                 | ústavověr. velkostatkář      | [ 7 ] |
| Jeřábek František                | městská             | Lomnice, Nová Paka, Sobotka                              | staročech                    | [ 15 ] |
| Jeřábek Jan                      | venk. obcí          | Nový Bydžov, Chlumec                                     | staročech                    | [ 20 ] |
| Jireček Josef                    | městská             | Praha-Nové Město                                         | staročech                    | [ 15 ] |
| Jirsík Jan Valerián              | virilisté           | biskup budějovický                                       |                              | |
| Kahles August                    | venk. obcí          | Ledeč, Dolní Kralovice                                   | staročech                    | [ 8 ] |
| Kaizl Edmund                     | venk. obcí          | Příbram, Dobříš                                          | staročech                    | [ 2 ] |
| Kalousek Josef                   | venk. obcí          | Rychnov, Kostelec                                        |                              | Nastoupil roku 1880 místo J. Stöhra.                                                                                                 |
| Kiemann Johann                   | městská             | Vimperk, Prachatice, Volary                              |                              | [ 11 ] |
| Kinský Octavián Josef            | velkostatkářská     | svěřenecké velkostatky                                   | ústavověr. velkostatkář      | [ 12 ] |
| Klaudy Karel Leopold             | městská             | Praha-Staré Město                                        | staročech                    | [ 12 ] |
| Kletečka Emanuel                 | venk. obcí          | Tábor, Mladá Vožice, Soběslav, Veselí                    | staročech                    | [ 2 ] |
| Klier Franz                      | městská             | Děčín, Podmokly, Česká Kamenice, Chřibská                | ústavní str.                 | [ 21 ] |
| Klimeš Josef                     | venk. obcí          | Chrudim, Nasavrky                                        | staročech                    | [ 8 ] |
| Knoll Eduard                     | městská             | Karlovy Vary, Jáchymov                                   | ústavní str.                 | [ 11 ] |
| Kopper Stefan                    | městská             | Trutnov, Broumov, Police                                 |                              | Volba zpochybněna a potvrzena až r. 1880.                                                                                            |
| Korb v. Weidenheim Karl st.      | velkostatkářská     | nesvěřenecké velkostatky                                 | ústavověr. velkostatkář      | Zemřel 1880. |
| Korb von Weidenheim Ludwig       | velkostatkářská     | svěřenecké velkostatky                                   | ústavověr. velkostatkář      | [ 12 ] |
| Kordina Augustin                 | venk. obcí          | Nové Město, Náchod, Úpice, Č. Skalice, Opočno            | nez. kandidát (mladočech)    | Rezignoval roku 1880. |
| Kořán Josef                      | venk. obcí          | Březnice, Blatná, Mirovice                               | staročech                    | [ 2 ] |
| Kotalík Václav                   | venk. obcí          | Písek, Vodňany                                           | staročech                    | Rezignoval roku 1880. Roku 1880 ho nahradil Václav Böhm.                                                                             |
| Kotz v. Dobrz Ferdinand          | velkostatkářská     | nesvěřenecké velkostatky                                 | ústavověr. velkostatkář      | [ 7 ] |
| Kotz von Dobrz Wilhelm           | velkostatkářská     | svěřenecké velkostatky                                   | ústavověr. velkostatkář      | [ 12 ] |
| Kögler Adolf                     | městská             | Teplice, Ústí n. Labem                                   |                              | Nastoupil roku 1880 místo A. Siegmunda.                                                                                              |
| Köpel Mathias                    | venk. obcí          | Kaplice, Nové Hrady, Vyšší Brod                          | porazil kand. ústavní strany | [ 2 ] |
| Kralert František                | venk. obcí          | Pelhřimov, Pacov, Kamenice, Počátky                      | staročech                    | Zemřel roku 1879, roku 1880 ho nahradil Václav Nedoma.                                                                               |
| Krejčí Jan                       | městská             | Slaný, Louny, Rakovník, Velvary                          |                              | Nastoupil roku 1881 místo J. Grégra.                                                                                                 |
| Krofta Josef                     | městská             | Plzeň                                                    | staročech                    | [ 15 ] |
| Krumbholz Johann                 | městská             | Kraslice, Nejdek, Schönbach                              |                              | Nastoupil roku 1880 místo A. Werunského.                                                                                             |
| Kubíček Matěj                    | venk. obcí          | Strakonice, Volyně                                       | staročech                    | [ 2 ] |
| Kučera Jan                       | venk. obcí          | Rokycany, Blovice                                        | mladočech                    | [ 8 ] |
| Kudrnáč Hynek                    | městská             | Jičín, Nový Bydžov                                       | staročech                    | Roku 1881 ho nahradil Alois Jansa.                                                                                                   |
| Kutschera Karl                   | velkostatkářská     | nesvěřenecké velkostatky                                 | ústavověr. velkostatkář      | [ 7 ] |
| Kvíčala Jan                      | městská             | Hradec Králové, Jaroměř, Josefov                         |                              | Nastoupil roku 1881 místo K. Hally.                                                                                                  |
| Lehmann Anton                    | venk. obcí          | Jablonné, Chrastava                                      |                              | Rezignoval roku 1880. Roku 1880 ho nahradil Wenzel Teubner.                                                                          |
| Leiner Heinrich                  | velkostatkářská     | nesvěřenecké velkostatky                                 | ústavověr. velkostatkář      | [ 7 ] |
| Liebsch Maxmilian                | velkostatkářská     | nesvěřenecké velkostatky                                 | ústavověr. velkostatkář      | [ 7 ] |
| Limbeck Johann                   | velkostatkářská     | nesvěřenecké velkostatky                                 | ústavověr. velkostatkář      | [ 7 ] |
| Limbeck Karl von                 | velkostatkářská     | svěřenecké velkostatky                                   | ústavověr. velkostatkář      | [ 12 ] |
| Lippert Adolf                    | velkostatkářská     | nesvěřenecké velkostatky                                 | ústavověr. velkostatkář      | [ 7 ] |
| Lorenz Wenzel                    | venk. obcí          | Karlovy Vary, Loket, Bečov                               |                              | [ 2 ] |
| Löw Georg                        | venk. obcí          | Cheb, Vildštejn, Aš                                      |                              | [ 2 ] |
| Lumbe Josef Tadeáš               | velkostatkářská     | nesvěřenecké velkostatky                                 | ústavověr. velkostatkář      | [ 7 ] |
| Malowetz Zdenko                  | velkostatkářská     | nesvěřenecké velkostatky                                 | ústavověr. velkostatkář      | [ 7 ] |
| Mannsfeld Hieronymus             | velkostatkářská     | svěřenecké velkostatky                                   | ústavověr. velkostatkář      | [ 12 ] |
| Maresch Johann                   | velkostatkářská     | nesvěřenecké velkostatky                                 | ústavověr. velkostatkář      | [ 7 ] |
| Marhold Josef                    | městská             | Jílové, Vyšehrad, Benešov, Č. Kostelec                   |                              | Nastoupil roku 1880 místo K. Ullricha. Roku 1881 ho nahradil Karel Čížek.                                                            |
| Mašek Josef Ladislav             | venk. obcí          | Jičín, Lomnice, Sobotka, Libáň                           | staročech                    | [ 8 ] |
| Mattuš Karel                     | městská             | Mladá Boleslav, Nymburk                                  | staročech                    | [ 12 ] |
| Mayran Robert                    | velkostatkářská     | svěřenecké velkostatky                                   | ústavověr. velkostatkář      | [ 12 ] |
| Meindl Josef                     | obch. a živn. komor | Cheb                                                     | ústavní str.                 | [ 12 ] |
| Melchers Karel                   | venk. obcí          | Sušice, Horažďovice                                      | staročech                    | [ 2 ] |
| Mercy Heinrich                   | obch. a živn. komor | Praha                                                    |                              | Nastoupil roku 1880. |
| Městecký Jan                     | městská             | Hořovice, Beroun, Rokycany, Radnice                      |                              | Nastoupil roku 1880 místo O. Gintla.                                                                                                 |
| Metternich Lothar                | velkostatkářská     | svěřenecké velkostatky                                   | ústavověr. velkostatkář      | [ 12 ] |
| Milde Josef                      | venkovských obcí    | Nové Město, Náchod, Úpice, Č. Skalice, Opočno            | staročech                    | Zvolen r. 1880. |
| Mixa Blažej                      | městská             | Příbram, Březové Hory                                    | staročech                    | [ 12 ] |
| Mladota ze Solopisk František    | velkostatkářská     | nesvěřenecké velkostatky                                 | ústavověr. velkostatkář      | [ 7 ] |
| Mladý Viktor                     | velkostatkářská     | nesvěřenecké velkostatky                                 | ústavověr. velkostatkář      | [ 7 ] |
| Moravec Ignác                    | městská             | Jindřichův Hradec, Bystřice                              | staročech                    | Uváděn též jako Hynek Moravec. |
| Morávek František                | venk. obcí          | Pardubice, Holice, Přelouč                               | staročech                    | [ 20 ] |
| Müller Josef                     | venk. obcí          | Most, Hora sv. Kateřiny, Jirkov                          | porazil kand. ústavní strany | [ 2 ] |
| Nádherný z Borutína Otmar        | velkostatkářská     | nesvěřenecké velkostatky                                 | ústavověr. velkostatkář      | [ 7 ] |
| Nedoma Václav                    | venk. obcí          | Pelhřimov, Pacov, Kamenice, Počátky                      |                              | Nastoupil roku 1880 místo F. Kralerta.                                                                                               |
| Neubauer František               | venk. obcí          | Benešov, Neveklov, Vlašim                                | staročech                    | [ 8 ] |
| Niederle Josef                   | venk. obcí          | Lanškroun, Králíky, Rokytnice                            |                              | Nastoupil roku 1881 místo F. Stanglera.                                                                                              |
| Nitsche Friedrich                | městská             | Krumlov, Kaplice, Nové Hrady, Vyšší Brod                 | ústavní str.                 | [ 15 ] |
| Novák František                  | venk. obcí          | Smíchov, Zbraslav, Beroun, Unhošť, Kladno                | staročech                    | [ 8 ] |
| Obentraut Adolf                  | venk. obcí          | Jáchymov, Blatno                                         | porazil kand. ústavní strany | [ 20 ] |
| Oliva Alois                      | městská             | Praha-Staré Město                                        | staročech                    | [ 12 ] |
| Oppenheimer Ludwig               | velkostatkářská     | nesvěřenecké velkostatky                                 | ústavověr. velkostatkář      | [ 7 ] |
| Pacák Antonín                    | městská             | Chrudim, Heřmanův Městec                                 | mladočech                    | [ 15 ] |
| Peche Josef Karel                | velkostatkářská     | nesvěřenecké velkostatky                                 | ústavověr. velkostatkář      | [ 7 ] |
| Peták Václav                     | venk. obcí          | Plzeň, Kralovice                                         | staročech                    | [ 8 ] |
| Pfannerer Maurus                 | velkostatkářská     | nesvěřenecké velkostatky                                 | ústavověr. velkostatkář      | [ 7 ] |
| Pfeifer Franz                    | velkostatkářská     | nesvěřenecké velkostatky                                 | ústavověr. velkostatkář      | [ 7 ] |
| Pichler Anton                    | venk. obcí          | Tachov, Přimda                                           |                              | [ 2 ] |
| Platzer Vilém                    | venk. obcí          | Jindřichův Hradec, Lomnice, Třeboň, N. Bystřice          |                              | Rezignoval roku 1880. Nahradil ho roku 1880 Matouš Talíř.                                                                            |
| Plener Ernst                     | obch. a živn. komor | Cheb                                                     | ústavní str.                 | [ 12 ] |
| Pleva Jan                        | venk. obcí          | Německý Brod, Humpolec, Polná, Přibyslav, Štoky          | staročech                    | [ 2 ] |
| Pollach Štěpán                   | městská             | Praha-Hradčany                                           | staročech                    | [ 15 ] |
| Pollak Adolf                     | velkostatkářská     | nesvěřenecké velkostatky                                 | ústavověr. velkostatkář      | [ 7 ] |
| Posselt Kajetan                  | velkostatkářská     | nesvěřenecké velkostatky                                 | ústavověr. velkostatkář      | [ 7 ] |
| Práchenský Josef Stanislav       | městská             | Praha-Nové Město                                         | staročech                    | [ 15 ] |
| Pražák Josef                     | venk. obcí          | Mělník, Roudnice                                         | mladočech                    | [ 8 ] |
| Pražák Václav                    | venk. obcí          | Dvůr Králové, Jaroměř                                    |                              | Nastoupil v roce 1881 místo W. Altera.                                                                                               |
| Pretis Sisinio                   | velkostatkářská     | nesvěřenecké velkostatky                                 | ústavověr. velkostatkář      | [ 7 ] |
| Przibram Gustav                  | velkostatkářská     | nesvěřenecké velkostatky                                 |                              | Nastoupil roku 1880. |
| Radimský Václav                  | městská             | Kolín, Kouřim, Poděbrady, Sadská                         |                              | Nastoupil roku 1880 místo F. Havelce.                                                                                                |
| Rasp Johann                      | městská             | Planá, Tachov, Stříbro, Žandov                           | ústavní str.                 | [ 12 ] |
| Raudnitz Moritz                  | městská             | Mikulášovice, Zeidlery, Krásná Lípa                      | ústavní str.                 | Zemřel 1881, pak místo něj zvolen Albert Werunsky.                                                                                   |
| Riedl Josef                      | venk. obcí          | Kraslice, Nejdek                                         | porazil kand. ústavní strany | [ 20 ] |
| Rieger František Ladislav        | venk. obcí          | Semily, Železný Brod                                     | staročech                    | [ 2 ] |
| Riese-Stallburg Adolf            | velkostatkářská     | nesvěřenecké velkostatky                                 | ústavověr. velkostatkář      | [ 7 ] |
| Riese-Stallburg Werner Friedrich | obch. a živn. komor | Praha                                                    | ústavní str.                 | [ 12 ] |
| Richter Josef Anton              | venk. obcí          | Frýdlant                                                 |                              | [ 2 ] |
| Rilke Jaroslav                   | městská             | Rokytnice, Jilemnice                                     | ústavní str.                 | [ 12 ] |
| Ringhoffer Emanuel               | velkostatkářská     | nesvěřenecké velkostatky                                 | ústavověr. velkostatkář      | [ 7 ] |
| Ringhoffer František III.        | velkostatkářská     | nesvěřenecké velkostatky                                 |                              | Nastoupil roku 1880. |
| Rochlitz Josef Theodor           | venk. obcí          | Děčín, Benešov, Č. Kamenice                              | porazil kand. ústavní strany | [ 2 ] |
| Rosenauer Josef                  | městská             | Budějovice                                               |                              | [ 15 ] |
| Roser Franz Moritz               | venk. obcí          | Broumov, Police                                          |                              | [ 2 ] |
| Rotter Josef Emanuel             | obch. a živn. komor | Liberec                                                  | ústavní str.                 | [ 12 ] |
| Ruml Jan                         | venk. obcí          | Kolín, Kouřim, Uhlířské Janovice                         | staročech                    | V roce 1881 ho nahradil Karel Adámek.                                                                                                |
| Russ Viktor Wilhelm              | velkostatkářská     | nesvěřenecké velkostatky                                 | ústavověr. velkostatkář      | [ 7 ] |
| Říha Josef                       | městská             | Kutná Hora                                               | staročech                    | Rezignoval roku 1880. Roku 1880 ho nahradil Václav Bach.                                                                             |
| Salaschek Josef                  | venkovských obcí    | Č. Krumlov, Chvalšiny, Planá                             |                              | Zvolen v září 1882. |
| Sallmann Theodor                 | městská             | Rumburk                                                  | ústavní str.                 | [ 12 ] |
| Salm-Reifferscheid Franz         | velkostatkářská     | svěřenecké velkostatky                                   | ústavověr. velkostatkář      | [ 12 ] |
| Salm-Reifferscheid Johann        | velkostatkářská     | svěřenecké velkostatky                                   | ústavověr. velkostatkář      | [ 12 ] |
| Salm-Reifferscheid Louis         | velkostatkářská     | nesvěřenecké velkostatky                                 | ústavověr. velkostatkář      | [ 7 ] |
| Sedláček Václav                  | městská             | Klatovy, Domažlice                                       | staročech                    | [ 15 ] |
| Seigerschmidt Josef              | venk. obcí          | Nymburk, Benátky                                         | staročech                    | [ 2 ] |
| Scharschmid Max v. Adlertreu     | velkostatkářská     | nesvěřenecké velkostatky                                 | ústavověr. velkostatkář      | [ 7 ] |
| Schaumburg-Lippe Vilém           | velkostatkářská     | svěřenecké velkostatky                                   | ústavověr. velkostatkář      | [ 12 ] |
| Schier Josef                     | obch. a živn. komor | Budějovice                                               | ústavní str.                 | [ 12 ] |
| Schindler Karel                  | městská             | Dvůr Králové, Náchod, Hořice, Nové Město n. M.           | staročech                    | Zvolen v říjnu 1882. |
| Schlegel Franz                   | městská             | Hajda, Šenov, Plottendorf, Parchen                       |                              | Nastoupil roku 1880 místo J. H. Adama.                                                                                               |
| Schlesinger Ludwig               | venk. obcí          | Liberec, Jablonec, Tanvald                               | ústavní str.                 | Zvolen dodatečně v r. 1880. Volba potvrzena v březnu 1880.                                                                           |
| Schlöcht-Heraltitz Johann        | velkostatkářská     | nesvěřenecké velkostatky                                 | ústavověr. velkostatkář      | [ 7 ] |
| Schmeykal Franz                  | městská             | Česká Lípa                                               | ústavní str.                 | [ 15 ] |
| Schneider Anton                  | venk. obcí          | Žatec, Chomutov, Postoloprty, Bastianperk, Podbořany     |                              | [ 2 ] |
| Schönburg Alexander              | velkostatkářská     | svěřenecké velkostatky                                   | ústavověr. velkostatkář      | [ 12 ] |
| Schöne Moric                     | městská             | Tábor, Kamenice, Pelhřimov, Soběslav                     | staročech                    | [ 12 ] |
| Schwarz Karel                    | městská             | Praha-Hradčany                                           | staročech                    | [ 15 ] |
| Schwarzenberg Bedřich            | virilisté           | arcibiskup pražský                                       |                              | |
| Schwarzenfeld Ludwig             | venk. obcí          | Kadaň, Přísečnice, Doupov                                |                              | V roce 1881 místo něj zvolen Anton Tausche.                                                                                          |
| Siegmund Adolf                   | městská             | Teplice, Ústí n. Labem                                   | porazil kand. ústavní strany | Rezignoval roku 1880. Roku 1880 místo něj nastoupil Adolf Kögler.                                                                    |
| Skall Friedrich                  | velkostatkářská     | nesvěřenecké velkostatky                                 | ústavověr. velkostatkář      | [ 7 ] |
| Skopec Adolf                     | městská             | Mělník, Brandýs n. L., Roudnice, Mšeno                   | staročech                    | [ 15 ] |
| Sladkovský Karel                 | městská             | Litomyšl, Polička                                        | mladočech                    | Zemřel 1880. Roku 1880 místo něj nastoupil Josef Thanabauer.                                                                         |
| Sobotka Josef                    | obch. a živn. komor | Praha                                                    | ústavní str.                 | [ 12 ] |
| Solopisk Jan Mladota             | velkostatkářská     | svěřenecké velkostatky                                   | ústavověr. velkostatkář      | [ 12 ] |
| Srnka Moritz                     | velkostatkářská     | nesvěřenecké velkostatky                                 | ústavověr. velkostatkář      | [ 7 ] |
| Stangler Franz                   | venk. obcí          | Lanškroun, Králíky, Rokytnice                            |                              | V roce 1881 místo něj zvolen Josef Niederle.                                                                                         |
| Stark Anton von                  | velkostatkářská     | nesvěřenecké velkostatky                                 | ústavověr. velkostatkář      | [ 7 ] |
| Steffens Peter                   | velkostatkářská     | nesvěřenecké velkostatky                                 | ústavověr. velkostatkář      | [ 7 ] |
| Steidl Antonín                   | venk. obcí          | Domažlice, Nová Kdyně                                    |                              | Nastoupil r. 1880 místo N. Eckerta.                                                                                                  |
| Stummer Josef                    | venk. obcí          | Č. Krumlov, Chvalšiny, Planá                             | porazil kand. ústavní strany | [ 2 ] |
| Stibitz Josef                    | venk. obcí          | Litoměřice, Lovosice, Úštěk                              | porazil kand. ústavní strany | [ 8 ] |
| Stöhr Jan                        | venk. obcí          | Rychnov, Kostelec                                        | staročech                    | Rezignoval roku 1880. Roku 1880 ho nahradil Josef Kalousek.                                                                          |
| Stöhr Karl                       | venk. obcí          | Teplice, Duchcov, Bílina                                 |                              | [ 8 ] |
| Streeruwitz Adolf                | venk. obcí          | Stříbro, Touškov, Stod                                   |                              | [ 8 ] |
| Streng Jan                       | virilisté           | rektor pražské univerzity                                |                              | [ 29 ] |
| Suda Jan                         | městská             | Písek                                                    |                              | Nastoupil roku 1880 místo L. Hesslera.                                                                                               |
| Svátek Vavřinec                  | městská             | Strakonice, Sušice, Vodňany                              | staročech                    | [ 15 ] |
| Škarda Jakub                     | městská             | Čáslav, Chotěboř, Golčův Jeníkov                         | mladočech                    | [ 2 ] |
| Šolc Jindřich                    | městská             | Rychnov, Žamberk, Kostelec n. Orlicí, Dobruška           | staročech                    | [ 12 ] |
| Talíř Matouš                     | venk. obcí          | Jindřichův Hradec, Lomnice, Třeboň, N. Bystřice          |                              | Nastoupil v roce 1880 místo V. Platzera.                                                                                             |
| Tausche Anton                    | venk. obcí          | Kadaň, Přísečnice, Doupov                                |                              | Zvolen roku 1881 místo L. von Schwarzenfelda.                                                                                        |
| Tedesco Ludwig                   | městská             | Praha-Josefov                                            | ústavní str.                 | [ 12 ] |
| Teklý Vilém                      | venk. obcí          | Slaný, Velvary, Libochovice                              |                              | Nastoupil roku 1881 místo V. Jandy.                                                                                                  |
| Teubner Wenzel                   | venk. obcí          | Jablonné, Chrastava                                      |                              | Nastoupil r. 1880 místo A. Lehmanna.                                                                                                 |
| Thanabauer Josef                 | městská             | Litomyšl, Polička                                        | mladočech                    | Nastoupil r. 1880 místo K. Sladkovského.                                                                                             |
| Theumer Ernst                    | velkostatkářská     | nesvěřenecké velkostatky                                 | ústavověr. velkostatkář      | [ 7 ] |
| Thun-Hohenstein Josef Osvald I.  | velkostatkářská     | svěřenecké velkostatky                                   | ústavověr. velkostatkář      | [ 12 ] |
| Thun-Hohenstein Josef Osvald II. | velkostatkářská     | nesvěřenecké velkostatky                                 |                              | Nastoupil r. 1880. |
| Thun-Hohenstein Ladislaus        | velkostatkářská     | nesvěřenecké velkostatky                                 | ústavověr. velkostatkář      | [ 7 ] |
| Thun-Hohenstein Quido            | velkostatkářská     | svěřenecké velkostatky                                   | ústavověr. velkostatkář      | [ 12 ] |
| Tilšer František                 | venk. obcí          | Černý Kostelec, Český Brod                               | mladočech                    | [ 8 ] |
| Tittelbach Hubert                | městská             | Žatec, Kadaň                                             |                              | [ 15 ] |
| Trojan Alois Pravoslav           | venk. obcí          | Rakovník, Křivoklát, Nové Strašecí, Louny                | mladočech                    | [ 8 ] |
| Tyrš Miroslav                    | městská             | Dvůr Králové, Náchod, Hořice, Nové Město n. M.           | mladočech                    | Zvolen v září 1882. Mandát nepřijal.                                                                                                 |
| Ullrich Karel                    | městská             | Jílové, Vyšehrad, Benešov, Č. Kostelec                   | staročech                    | Zemřel r. 1879. Roku 1880 ho nahradil Josef Marhold.                                                                                 |
| Unger Franz                      | městská             | Loket, Slavkov, Schönfeld, Bečov, Sangerberg             | ústavní str.                 | [ 11 ] |
| Unger Karl von                   | velkostatkářská     | nesvěřenecké velkostatky                                 | ústavověr. velkostatkář      | [ 7 ] |
| Urban Ferdinand                  | obch. a živn. komor | Praha                                                    | ústavní str.                 | [ 12 ] |
| Urban Johann                     | městská             | Praha-Malá Strana                                        | ústavní str.                 | [ 23 ] |
| Vacek Kašpar                     | venk. obcí          | Litomyšl, Polička                                        | mladočech                    | [ 8 ] |
| Václavík Alois                   | venk. obcí          | Poděbrady, Městec Králové                                | staročech                    | [ 20 ] |
| Vaníček Jan                      | venk. obcí          | Prachatice, Netolice, Volary                             | staročech                    | [ 8 ] |
| Vašatý Jan                       | městská             | Lanškroun, Ústí n. Orlicí, Č. Třebová                    | staročech                    | [ 21 ] |
| Vepřík Josef                     | venk. obcí          | Mladá Boleslav, Mnich. Hradiště, Bělá                    | staročech                    | [ 8 ] |
| Veverka Josef                    | městská             | Dvůr Králové, Náchod, Hořice, Nové Město n. M.           | staročech                    | Uváděn též jako Josef Wewerka. Zemřel v březnu 1882.                                                                                 |
| Volkelt Johann                   | městská             | Frýdlant, Chrastava                                      | ústavní str.                 | [ 11 ] |
| Vorel Ludvík                     | venk. obcí          | Hořovice, Zbiroh                                         | staročech                    | [ 20 ] |
| Wächter Otto von                 | velkostatkářská     | nesvěřenecké velkostatky                                 | ústavověr. velkostatkář      | [ 7 ] |
| Waldert Anton                    | venk. obcí          | Žlutice, Bochov, Manětín                                 |                              | [ 8 ] |
| Wanka Franz                      | velkostatkářská     | nesvěřenecké velkostatky                                 | ústavověr. velkostatkář      | Rezignoval roku 1880. |
| Weinrich Karl                    | velkostatkářská     | nesvěřenecké velkostatky                                 | ústavověr. velkostatkář      | [ 7 ] |
| Weiß Adolf                       | velkostatkářská     | nesvěřenecké velkostatky                                 |                              | Nastoupil r. 1880. |
| Werunsky Albert                  | městská             | Kraslice, Nejdek, Schönbach                              | ústavní str.                 | V roce 1880 ho nahradil Johann Krumbholz. V roce 1881 Werunsky zvolen za městskou kurii, obvod Mikulášovice atd. místo M. Raudnitze. |
| Wiener Friedrich                 | městská             | Praha-Josefov                                            | ústavní str.                 | [ 12 ] |
| Wolfrum Karl                     | obch. a živn. komor | Liberec                                                  | ústavní str.                 | [ 12 ] |
| Würfl Adolf                      | velkostatkářská     | nesvěřenecké velkostatky                                 | ústavověr. velkostatkář      | [ 7 ] |
| Záhony Adolf                     | velkostatkářská     | nesvěřenecké velkostatky                                 | ústavověr. velkostatkář      | [ 7 ] |
| Zátka August                     | venk. obcí          | Budějovice, Lišov, Trhové Sviny, Hluboká, Týn n. Vltavou | staročech                    | [ 8 ] |
| Zedtwitz Karl Max                | velkostatkářská     | svěřenecké velkostatky                                   | ústavověr. velkostatkář      | [ 12 ] |
| Zedtwitz Karl Moritz             | velkostatkářská     | nesvěřenecké velkostatky                                 | ústavověr. velkostatkář      | [ 7 ] |
| Zedtwitz Klemens                 | velkostatkářská     | nesvěřenecké velkostatky                                 | ústavověr. velkostatkář      | [ 7 ] |
| Zeithammer Antonín Otakar        | venk. obcí          | Karlín, Brandýs                                          | staročech                    | [ 2 ] |
| Ziegler August                   | venk. obcí          | Kašperské hory, Nýrsko, Hartmanice                       |                              | [ 2 ] |
| Zintl Josef                      | venk. obcí          | Planá, Teplá, Bezdružice                                 |                              | [ 8 ] |
| Zunterer Franz                   | městská             | Falknov, Vildštejn, Hazlov                               | ústavní str.                 | [ 12 ] |
| Žák Jan                          | městská             | Pardubice, Chlumec, Holice                               | staročech                    | [ 12 ] |